# Elverfolk (Tolkien)
Elvere eller elverfolk (engelsk: Elves, elversprog: Quendi) er en race fra fantasy-romanerne Silmarillion, Ringenes Herre og Hobitten af den engelske forfatter J.R.R. Tolkien. Betegnelsen "elverfolk" bruges i den danske oversættelse af Tolkiens værker og er den officielle betegnelse. "Elvere" er den typiske betegnelse hos fans, rollespillere o.lign. – måske fordi ordet "elverfolk" minder om den "gamle" danske opfattelse af elverfolk, måske fordi "elvere" ligger tætter på det engelske elves.
Elvere i Tolkiens verden er generelt ret menneske-agtige, men dog overlegne på næsten alle områder. De er generelt højere og klogere og har evigt liv. De beskrives også som mere i pagt med naturen, stærkere og bedre til næsten enhver form for kamp.

## Elvernes evige liv
Det evige liv er centralt i Tolkiens fremstilling af elverne selvom problemstillingen kun antydes i Ringenes Herre. Elvernes evige liv betyder at de ikke dør af alderdom eller sygdomme, men kan omkomme i kamp eller ulykker. Flere steder i Tolkiens værker antydes at dette i virkeligheden er et problem for elverne, der efter lang tids liv bliver triste og skuffede som følge af de sorger og problemer de trods alt oplever, og han antyder at menneskets begrænsede livslængde i virkeligheden er en følelsesmæssig fordel.
Et gennemgående sekundært tema i Silmarillion og Ringenes Herre er nogle ganske få eksempler på ægteskab eller romancer mellem elvere og mennesker. Her fremstår elvernes evige liv som en ulempe eftersom deres elskede vil dø af alderdom i løbet af en periode som for en elver vil synes ganske kort.

## Udviklingen af elverfolk-begrebet i Tolkiens værker
I Tolkiens første "bestseller", Hobitten, spiller elverne kun en begrænset rolle. På sin rejse gennem Dunkelskov møder hobbitten Bilbo skovelvere der fanger ham og den gruppe af dværge han rejser med. Elverne spiller her en rolle der på flere punkter kan minde om den romantiske/middelalderlige opfattelse af elverfolk som lunske og noget fjendtlige væsner af en anden verden. Tolkien skriver dog selv at elverne var venligt indstillede overfor mennesker, og kun fjendtlige overfor dværge.
I Tolkiens storværk Ringenes Herre spiller elverne en mere fremtrædende rolle, og er samtidig klart distanceret fra den romantiske/middelalderlige opfattelse. Selv om elverne beskrives som havende langt større åndsevner, evigt liv og på flere andre punkter som værende forskellige fra mennesker er de meget menneskelige i deres opførsel og fremtræden. Denne opfattelse er endnu mere udpræget i film-trilogien baseret på Ringenes Herre.
I det senere værk Silmarillion spiller elverne hovedrollen. Silmarillion er en episk saga eller et heltesagn hvor elverne på mange måder spiller samme rolle som de klassiske græske helte. Deres historie er på samme tid storladen, tragisk og skæbnegiven.

## Elvernes historie iflg. Tolkien

### Skabelsen
Silmarillion beskriver elvernes skabelse og historie i den 1. og til dels 2. alder. Elverne blev skabt af overguden Iluvatar der senere også skabte menneskene. Guderne (Valarne) kaldte elverne til sig for at leve blandt Valarne i Aman, og i denne forbindelse blev elverne delt i to grupper: Eldar der ønskede at følge kaldet og Avari der ikke ønskede dette.
Eldarne kan deles i flere grupper
- En gruppe begav sig straks af sted, dette var Vanyarne (høj-elverne). De rejste hele vejen til Aman og har boet der lige siden, ledet af deres stor-konge Ingwë. Vanyarne er mest omtalt i starten af Silmarillion og selv om de måtte anses for de bedste og fineste blandt elverne spillede de ikke nogen videre rolle i Tolkiens værker.
- En anden gruppe begav sig af sted lidt senere under ledelse af deres stor-konge Finwë. Dette var Noldorne (dyb-elverne). De kom til Aman, men her kom det til ufred, bl.a. pga. Finwës søn Fëanor. Finwë blev dræbt af Melkor. De fleste Noldor rejste herefter tilbage til Midgård for at kæmpe mod Melkor. Noldorne spillede en helt afgørende rolle i både Silmarillion og Ringenes Herre.
- En tredje gruppe begav sig af sted efter Noldorne, men opgav at rejse over havet til Aman og slog sig ned i det vestligste Midgård. Dette var Sindarne (grå-elverne) ledet af deres stor-konge Thingol. Sindarne spillede en betydelig rolle i Silmarillion og en vis rolle i Ringenes Herre.

En mindre gruppe Avari begav sig senere af sted mod Aman, men nåede kun til det vestlige midgård hvor nogen slog sig ned blandt Sindarne, mens andre slog sig ned øst for Tågebjergene.

### Elverne i 1. alder
Noldo-elverne boede med deres stor-konge Finwë i det forjættede land Aman. De var dygtige smede, og Fëanor, Finwës søn, var den dygtigste. Noget af det smukkeste i Aman var De to træer der skinnede med et helt fantastisk lys.
På sit højdepunkt smedede Fëanor 3 silmariller, helt unikke, smukke og fantastiske ædelsten der skinnede med det samme lys som De to træer. Melkor ønskede Silmarillerne og som led i en plan for at få dem ødelagde han først de to træer og dræbte siden Finwë. Til sidst lykkedes det ham også at stjæle silmarillerne som han lod indfatte i sin jern-krone.
Fëanor blev rasende og kaldte Melkor for Morgoth, den sorte fjende. Han forfulgte ham til Midgård. Undervejs var han i kamp med andre elvere, og for denne udåd blev han forvist. Mange andre Noldor fulgte ham til Midgård. Han svor en ed om at ville kæmpe mod enhver der havde Silmarillerne, og hans 7 sønner svor den samme ed. Denne ed, Fëanor-eden, er en af de drivende kræfter i historien Silmarillion.
Fëanor-sønnerne og de andre Noldors forsøg på at generobre Silmarillerne førte til ikke mindre end 5 store krige i Midgård, men ingen af Noldorne kunne tilbageerobre Silmarillerne. Tværtimod, blev både Fëanor og flere andre Noldo-konger dræbte i forsøgene. Også alle Fëanors 7 sønner blev efterhånden dræbt. Undervejs i de mange konflikter etableredes et vist samarbejde med sindarne under kong Thingol. Sindarne ville ikke vide af Nolodrnes konflikter om Silmarillerne og frygtede at disse konflikter kunne føres til alle elveres undergang. Omvendt ville sindarne gerne samarbejde mod den fælles fjende Melkor.
Senere kom Noldor fra Aman under ledelse af Finarfin Noldorne i Midgår til hjælp og i et mægtigt sidste slag blev de 2 tilbageværende Silmariller erobret. Herefter blev Silmarillerne stjålet af de 2 tilbageværende Fëanors-sønner, Maedhros and Maglor, for at de kunne opfylde deres ed, men Silmarillerne ville ikke acceptere at blive stjålet! De brændte i hænderne på deres nye indehavere.
1. alder endte med at det vestligste midgård sank i havet og noldorne var decimeret for altid.

### Elverne i 2. alder
2. alder er ikke beskrevet i noget selvstændigt værk, men gennemgået summarisk i Silmarillion og Ringenes Herre. I 2. alder levede der grupper af Noldor og mange Sindar og Avari i det vestligste midgård – det område hvor Ringenes Herre senere udspiller sig. Elverne havde gode forhold til menneskene, men levede en noget tilbagetrukket tilværelse. Midt i den 2. alder smeder Noldo-elveren Celebrimbor, en sønnesøn af Fëanor, de magiske ringe. Elvernes 3 ringe, dværgenes 7 ringe og menneskenes 9 ringe. Sauron forleder Celebrimbor og smeder derefter selv herskerringen som sidenhen hjælper Sauron til kontrol over menneskene og til dels dværgene. 2. alder afsluttes med en stor krig hvor Sauron overvindes. Elverne deltager her under ledelse af Noldo-kongen Gil-Galad.

### Elverne i 3. alder
I 3. alder er der kun få Noldor tilbage i Midgård, men stadig mange Sindar der dog nu lever helt tilbagetrukket fra menneskenes verden. I starten af 3. alder trives en række store riger ledet af mennesker, vis ledere har gode relationer til elverne. Midt 3. alder er disse riger dog i stort tal gået i forfald og sidst i 3. alder vender Sauron tilbage. Dette skaber udgangspunktet for handlingen i Ringenes Herre. I Ringenes Herre er grupperne af elvere typisk repræsenteret ved én særlig vigtig person. Størst rolle spiller Legolas, søn af skovelvernes kong Thranduil fra Dunkelskov. Legolas var sindar, men flertallet af skovelverve var formentlig Avari af en eller anden form. En anden prominent person i Ringenes Herre er elverkongen Elrond fra Kløvedal. Elrond var de-facto konge af alle elverne i Midgård i 3. alder. Desuden spiller hans datter Arwen en vis rolle. Også Noldo-dronningen Galadriel af Lorien spiller en stor rolle, og endelig spiller Cirdan fra Gråhavne en lille rolle til sidst. Elrond, Galadriel og Cirdan var de oprindelige bærere af elvernes 3. magiske ringe.
| Fiktion | Spire Denne artikel om en historie eller noget fiktivt er en spire som bør udbygges. Du er velkommen til at hjælpe Wikipedia ved at udvide den. |

- Wikimedia Commons har flere filer relateret til Elverfolk (Tolkien)